# Franzin von Zinnenberg

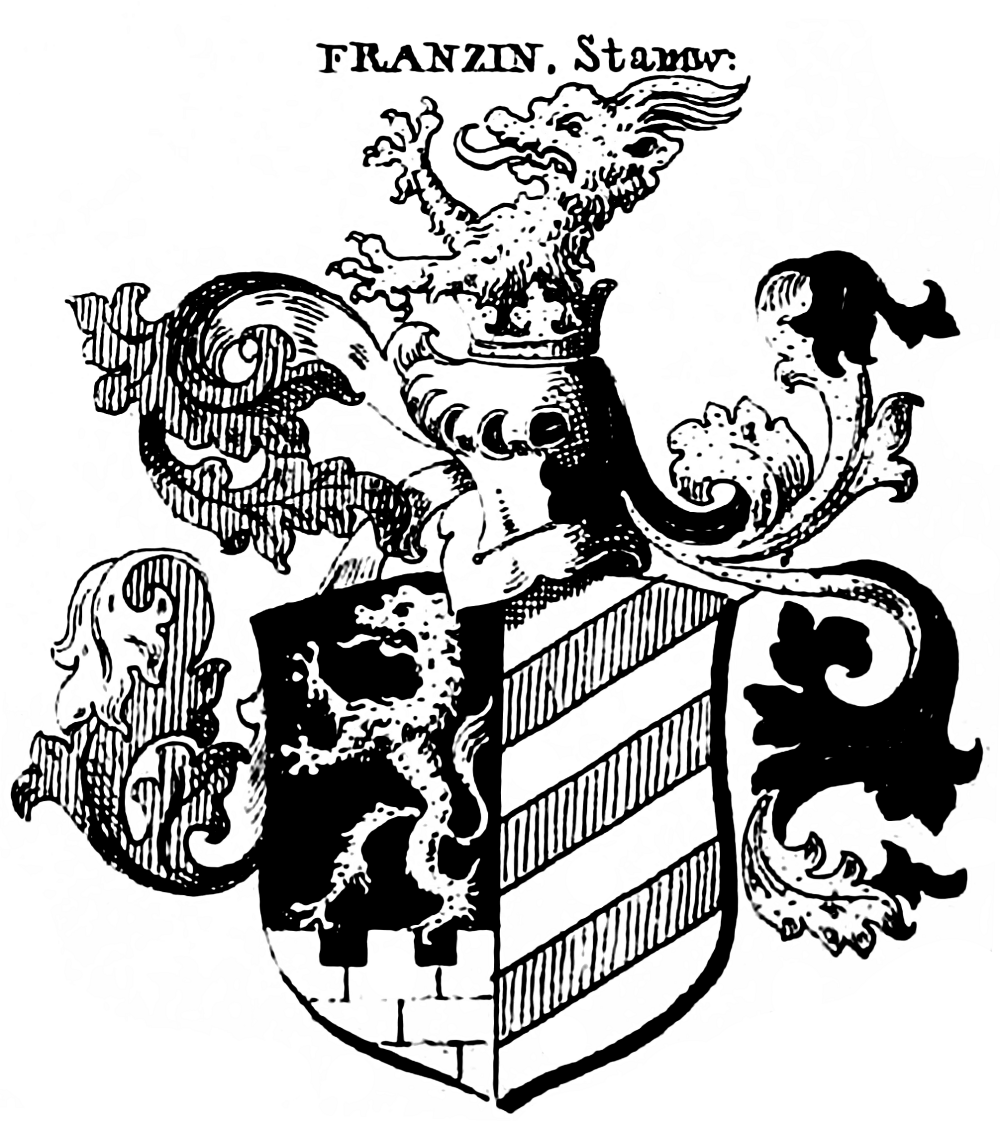
Stammenwappen derer von Franzin in Siebmachers Wappenbuch

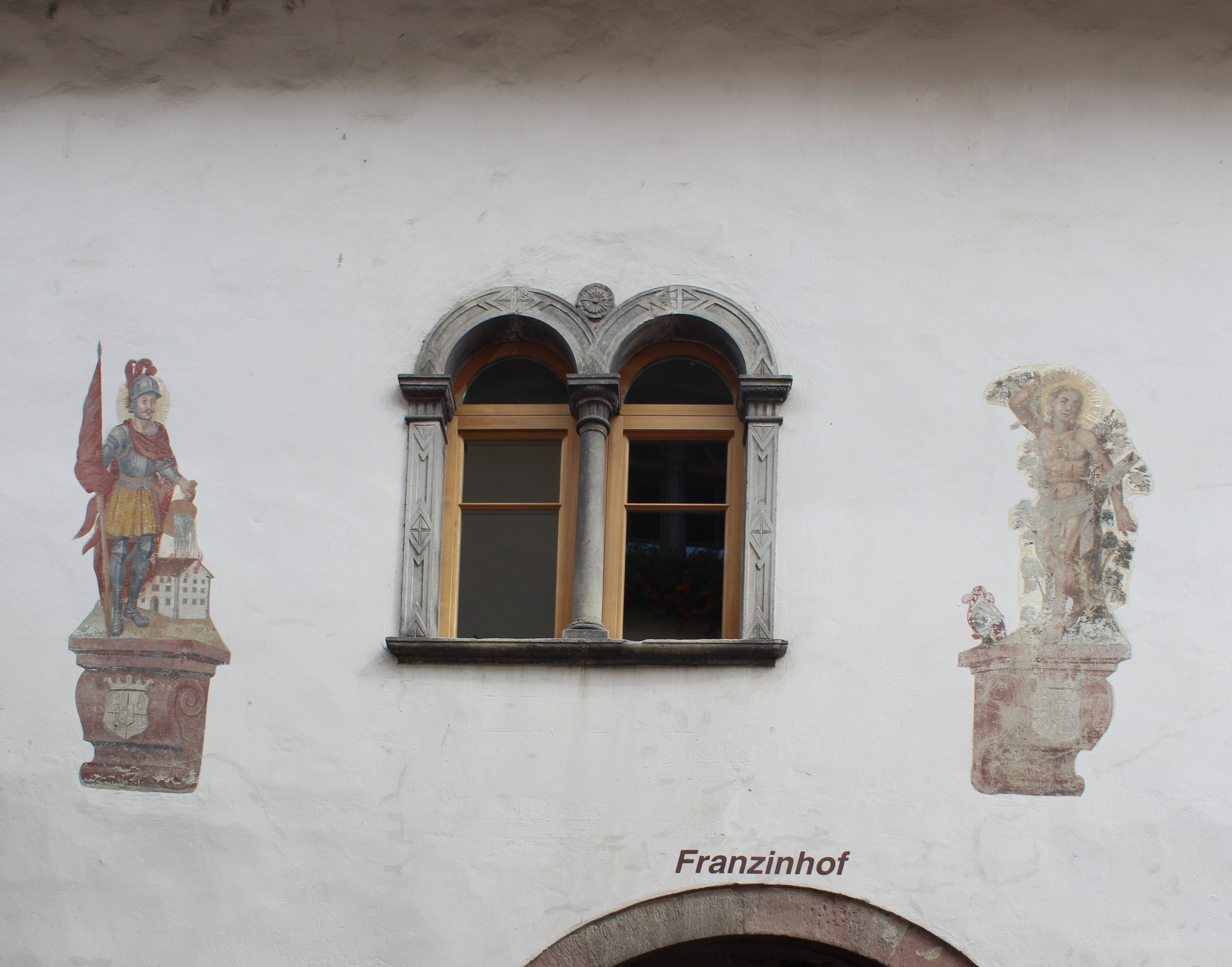
Fresken mit dem Wappen der Franzin am Franzinhof in Eppan

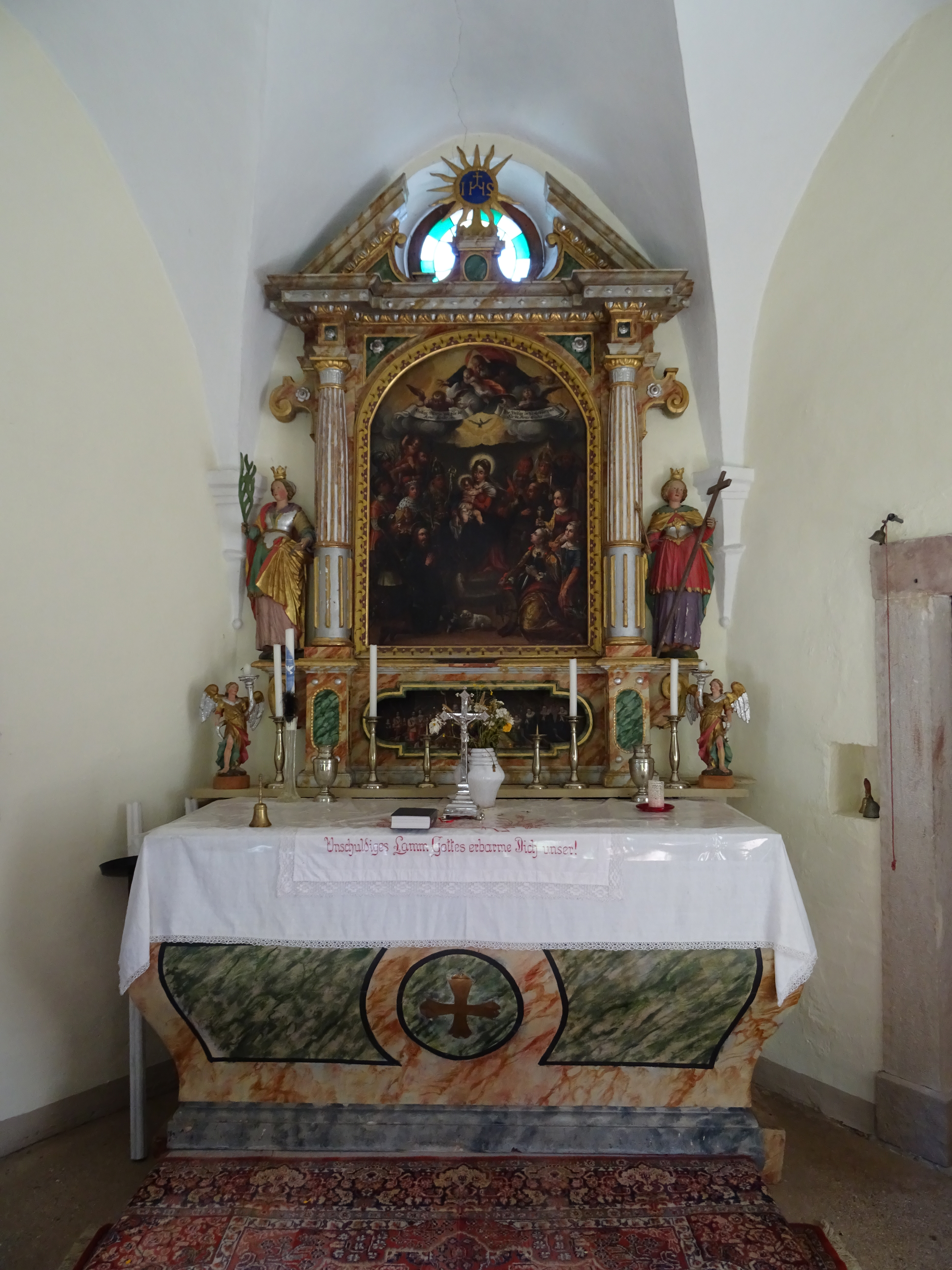
Altar in der Kirche zu den 14 Nothelfern in Gaid, in der Predella Eustach Franzin und seine Familie

Franzin von Zinnenberg zu Mareit und Campan war der Name eines briefadeligen Geschlechts aus der Gefürsteten Grafschaft Tirol, das in den erblichen Reichsritter- und Freiherrenstand erhoben wurde. 

## Geschichte
Das Geschlecht soll ursprünglich aus Salzburg stammen. Am 19. September 1570 erhielten die Brüder Matheus und Florian Franzin einen Wappenbrief mit Lehenartikel. Erzherzog Leopold V. verlieh am 15. Mai 1618 den Brüdern Paul und Eustach Franzin die Adelsfreiheit für ihren Wohnsitz Mareit in Eppan. Am 26. Juli 1630 erhob Kaiser Ferdinand II. die Familie mit dem Prädikat „von Mareit und von Zinnenberg“ in den erblichen Reichsadelsstand. Der Hofrat Eustachius Franzin von Zinnenberg ließ um 1638 die Kapelle zu den 14 Nothelfern in Gaid errichten. Auf der Predella des Altares ist er zusammen mit seinen drei Frauen und 16 Kindern abgebildet. Nach Kneschke soll die Familie um 1650 von Kaiser Ferdinand III. in den erblichen Reichsadelsstand erhoben worden sein. Darauf bewilligte der Tiroler Landesfürst in Innsbruck am 22. Mai 1652 den Brüdern, Adam und Franz Wilhelm, sowie dessen Vettern Christof, Mathias, Bartlme, Michael und Ludwig eine Wappenvermehrung und unter Verzicht des Namens Franzin sich „Zünenberg zu Mareidt und Campan“ zu nennen. Am 18. Juli 1672 erhielt Johann Baptist von Zinnenberg zu Mareit und Campan den Freiherrenstand mit dem Prädikat „Freiherr von Zinenberg zu Weißenhaimb, Mareidt und Campan“ mit „Wohlgebohren“ und Wappenbesserung verliehen. Als Tirol unter bayerischer Herrschaft stand, erfolgte 1814 die Eintragung in die Adelsmatrikel des Königreichs Bayern. Nach Kneschke soll das Geschlecht noch im 19. Jahrhundert erloschen sein.

## Besitzungen
- Ansitz Zinnenberg
- Ansitz Mareit
- Schloss Kampan
- Ansitz Weißenheim

## Wappen
Blasonierung des Stammwappens: Gespalten von Schwarz und Silber. Vorne auf einer Zinnenmauer ein feuerspeiender goldener Panther, hinten drei rote Schrägbalken. Auf dem Helm mit rechts rot-silbernen und links schwarz-goldenen Helmdecken der Panther wachsend.

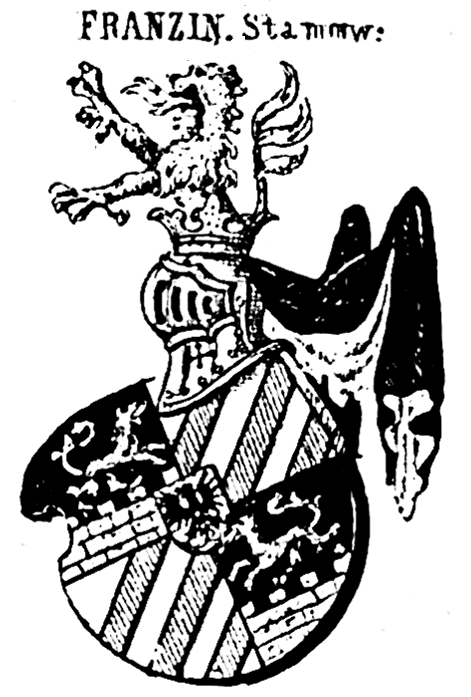
Wappen derer von Franzin
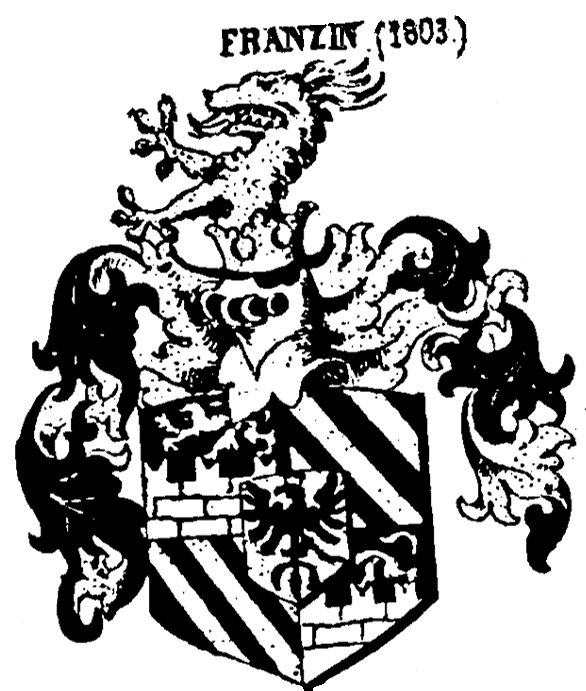
Wappen derer von Franzin (1630)
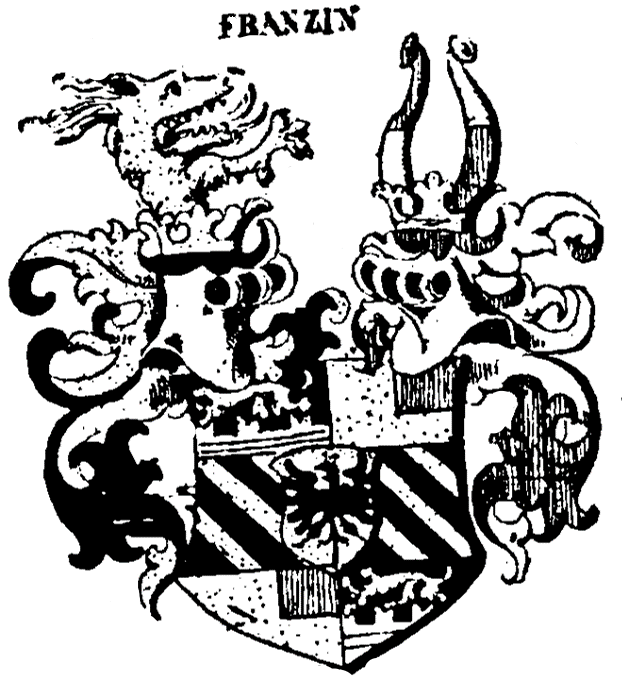
Wappen derer von Franzin (1650)
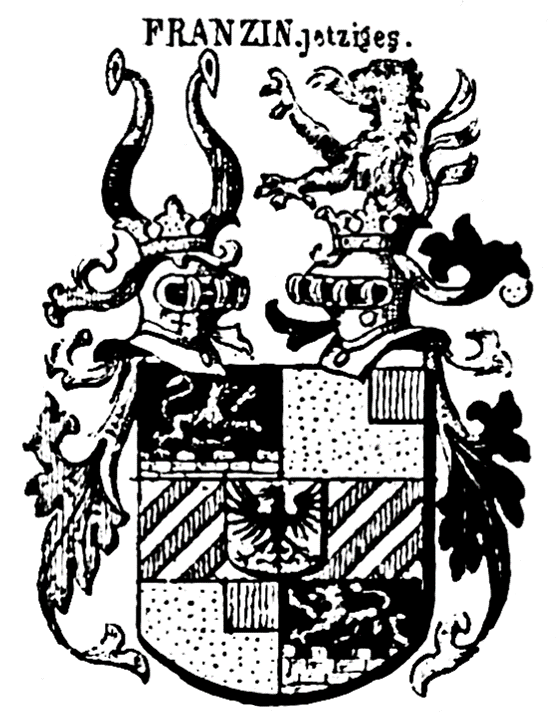
Wappen derer von Franzin von Zinnenberg (1650)

## Persönlichkeiten
- Johann Andreas von Franzin zu Zinnenberg, Mareit und Campan, k. k. Regierungsrat, Oberamtspfleger von Bozen, Kreishauptmann an der Etsch[8]